# Pimoa graphitica
Espèce
Pimoa graphitica est une espèce d'araignées aranéomorphes de la famille des Pimoidae.

## Distribution
Cette espèce se rencontre en Italie au Piémont et en France dans les Hautes-Alpes dans les Alpes cottiennes,.
Cette espèce est troglophiles.

## Description
Le mâle holotype mesure 7,18 mm et la femelle paratype 8,59 mm.

## Publication originale
- Mammola, Hormiga, Arnedo & Isaia, 2016 : Unexpected diversity in the relictual European spiders of the genus Pimoa (Araneae : Pimoidae). Invertebrate Systematics, vol. 30, no 6, p. 566-587.